# اچ‌دی ۱۳۲۰۲۹
اچ‌دی ۱۳۲۰۲۹ یک ستاره است که در صورت فلکی گاوران قرار دارد.